# فرانكي راندال
فرانكي راندال (بالإنجليزية: Frankie Randall)‏ مواليد 25 سبتمبر 1961 في برمنغهام، هو ملاكم أمريكي يصنف ضمن فئة وزن الوسط. حقق بطولة رابطة الملاكمة العالمية وبطولة المجلس العالمي للملاكمة.

## إحصائيات
خاض خلال مسيرته 77 نزالا، فاز في 58 وتعادل في 1 وخسر في 18. فاز بالضربة القاضية في 42 نزالا.

## روابط خارجية
- فرانكي راندال على موقع بوكس ريك (الإنجليزية) (registration required)